# Lisimu
Lisimu ist ein osttimoresischer Ort im Suco Madabeno (Verwaltungsamt Laulara, Gemeinde Aileu).

## Geographie
Der Weiler Lisimu liegt im Nordwesten der Aldeia Manehalo auf einer Meereshöhe von 1151 m. Er liegt unterhalb des 300 Meter südlich auf einem Hügel stehenden Dorfes Manehalo, zu dem ein Fußweg führt. Eine kleine Straße verbindet Lisimu mit dem etwa einen halben Kilometer nördlich gelegenen Dorf Madabeno.